# Гонсалес, Габриэла
Габриэла Гонсалес (род. 24 февраля 1965 года в Кордове, Аргентина) — профессор физики и астрономии Университета штата Луизиана, являлась представителем научной коллаборации LIGO с марта 2011 до марта 2017 года.
Гонсалес опубликовала несколько работ по броуновскому движению, как процессу, определяющему предел чувствительности гравитационно-волновых детекторов. В круг её интересов также входит анализ данных для гравитационно-волновой астрономии.
В феврале 2016 года Гонсалес была одной из четырёх учёных коллаборации LIGO, которые объявили о том, что в сентябре 2015 года было проведено первое прямое наблюдение гравитационных волн.
Гонсалес была избрана членом Американского астрономического общества в 2020 году.
- Award for Scientific Discovery НАН США (2017)